# 烏塔航空120號班機空難
烏塔航空120號班機（UT120/UTA120）是一架烏塔航空由俄羅斯秋明飛往蘇爾古特的定期國內航班。2012年4月2日，此架ATR 72-201在從Roshchino國際機場起飛之後即墜機。機上43人中，有33名罹難。

## 事故飛機
涉事飛機是一架ATR 72-201，是由法國和義大利合作的公司ATR所生產且被註冊於百慕大，編號VP-BYZ。這架出廠編號為332的飛機，於1992年製造，且在同年10月試飛。1992年12月被交予復興航空，隨後又交給了芬蘭航空和愛沙尼亞的Aero Airlines。於2008年7月交予烏塔航空。

## 事故過程
這架飛機起飛後不久即在機場不遠墜毀，事故發生於當地時間約上午7點35分，離機場的跑道頭約2公里，在Gorvoka村的西邊。距離跑道頭約1英里時，機組人員嘗試迫降，但以失敗告終。事故發生當時，已有31人被確定無生命跡象，12人生還。一來源表示四位機組人員全部罹難，而另外一來源則表示副機長有生還。十二名生還者皆遭受重傷，他們被帶到秋明州的當地醫院，但很不幸的，其中兩位生還者經搶救過後不治。死亡人數增加到33人。
值得一提的是，烏塔航空為此次航班售出了40張票，但有一位來自漢特-曼西自治區的乘客因未能準時上飛機而倖免於難。

## 空難調查
高層表示，由於目擊者指控，飛機的引擎有冒煙現象，因此調查員非常專注於確認機械故障的可能性。飛行器的飛航記錄器的狀況良好。

俄羅斯州際航空委員會於2013年7月16日發表了最終報告。他們認定事故造成的主因是飛機起飛前沒有除冰。而且，雖機組有注意到他們的飛行器開始積雪，結果飛機失速，但他們仍然未注意到，因此，報告也認為事故的造成跟航空公司安全與飛航人員的訓練有一定的關係。

2015年11月，技工Andrey Pisarev和維修經理Anatoly Petrochenko被判處5年1個月的有期徒刑。在空難中逝世的機長Sergey Antsin也被判定有罪。